# Norgesmesterskabet i boksning 1916
Norgesmesterskabet i boksning 1916 blev arrangeret af Bergens Atletklub 17-18. december i Koncert-Palæet i Bergen.

## Medaljevindere

### Herrer
Kongepokalen blev vundet i vægtklassen mellemvægt A af Georg Antonius Brustad.
| Vægtklasse:  | Guld:                          | Sølv:             | Bronze:              |
| Bantam       | Lauritz Tranø, BAK             | Jarl Bruu, Ørnulf |                      |
| Fjervægt     | Hjalmar Strømme, BAK           | Barthel, Ørnulf   | O. V. Larsen, Turnf. |
| Letvægt      | Olaf Klausen, BAK              | Karl Nilsen, BAK  |                      |
| Mellemvægt A | Georg Antonius Brustad, Turnf. | Einar Cook, BAK   |                      |
| Mellemvægt B | Ingen deltagelse               |                   |                      |
| Sværvægt     | Arnold Jensen, BAK             |                   |                      |